# Prototheora
Prototheora – rodzaj motyli z podrzędu Glossata, jedyny z rodziny Prototheoridae.
Rodzaj ten opisany został w 1917 roku przez Edwarda Meyricka i umieszczony w nowej rodzinie Prototheoridae. Obok rodzaju nominatywnego klasyfikowany był w niej jeszcze rodzaj Metatheora, który został zsynonimizowany z Prototheora przez Donalda R. Davisa w rewizji rodziny z 1996 roku, w związku z czym rodzina ta stanowi obecnie takson monotypowy.
Cechami plezjomorficznymi rodzaju są: trójczłonowe głaszczki szczękowe i proste czułki, środkowe golenie wyposażone w dwie, a tylne w cztery ostrogi oraz obecność u poczwarek pojedynczego rzędu kolców na segmentach odwłoka III-VII. Ponadto samice odznaczają się nadzwyczaj silnie rozwiniętym wyrostkiem koniugalnym dziewiątego sternum, który w trakcie kopulacji zagnieżdża się u samca w utworzonej przez jukstę i trulleum kieszonce.
Większość znanych gatunków zasiedla fynbos i wiecznie zielone lasy górskie strefy umiarkowanej, jednak P. angolae zamieszkuje sawanny z zadrzewieniami miombo.
Wszystkie gatunki są endemitami Afryki Południowej. Większość ograniczona jest w swym zasięgu do RPA. Odkryto po jednym gatunku endemicznym dla Angoli i Malawi.
Należy tu 13 opisanych i nazwanych gatunków:
- Prototheora angolae Davis, 1996
- Prototheora biserrata Davis, 1996
- Prototheora cooperi Janse, 1942
- Prototheora corvifera (Meyrick, 1920)
- Prototheora drackensbergae Davis, 1996
- Prototheora geniculata Davis, 1996
- Prototheora malawiensis Davis, 2001
- Prototheora merga Davis, 1996
- Prototheora monoglossa Meyrick, 1924
- Prototheora parachlora (Meyrick, 1919)
- Prototheora petrosema Meyrick, 1917
- Prototheora quadricornis Meyrick, 1920
- Prototheora serruligera Meyrick, 1920